# Tuque Manuque

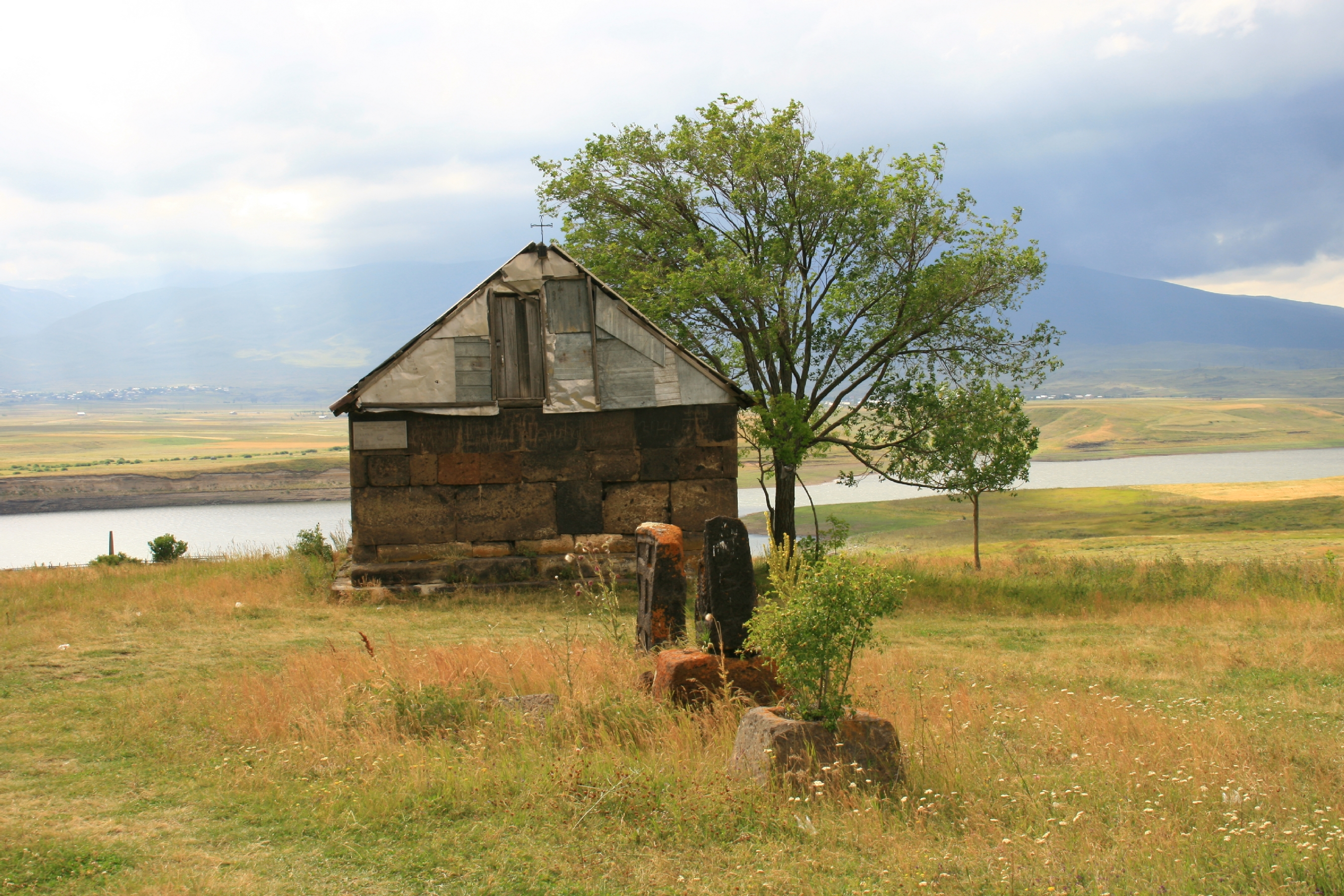
Tuque Manuque de Zovuni

Tuque Manuque (em armênio: Թուխ Մանուկ; romaniz.: Tuχ Manuk, lit. "Jovem de pele escura") refere-se a santuários e locais de peregrinação comuns na Armênia. Consistem em edifícios em forma de túmulo ou de nave única, abobadados, semelhantes a capelas, com um altar oriental, construídos principalmente numa colina ou perto de uma fonte de água, embora também possam ser encontrados em assentamentos. São considerados pela tradição popular como sagrados e curativos, e têm dias de peregrinação. Pensa-se que possam estar conectados ao culto aos heróis ancestrais da Armênia pagã.